# Rafał (Zaborowski)

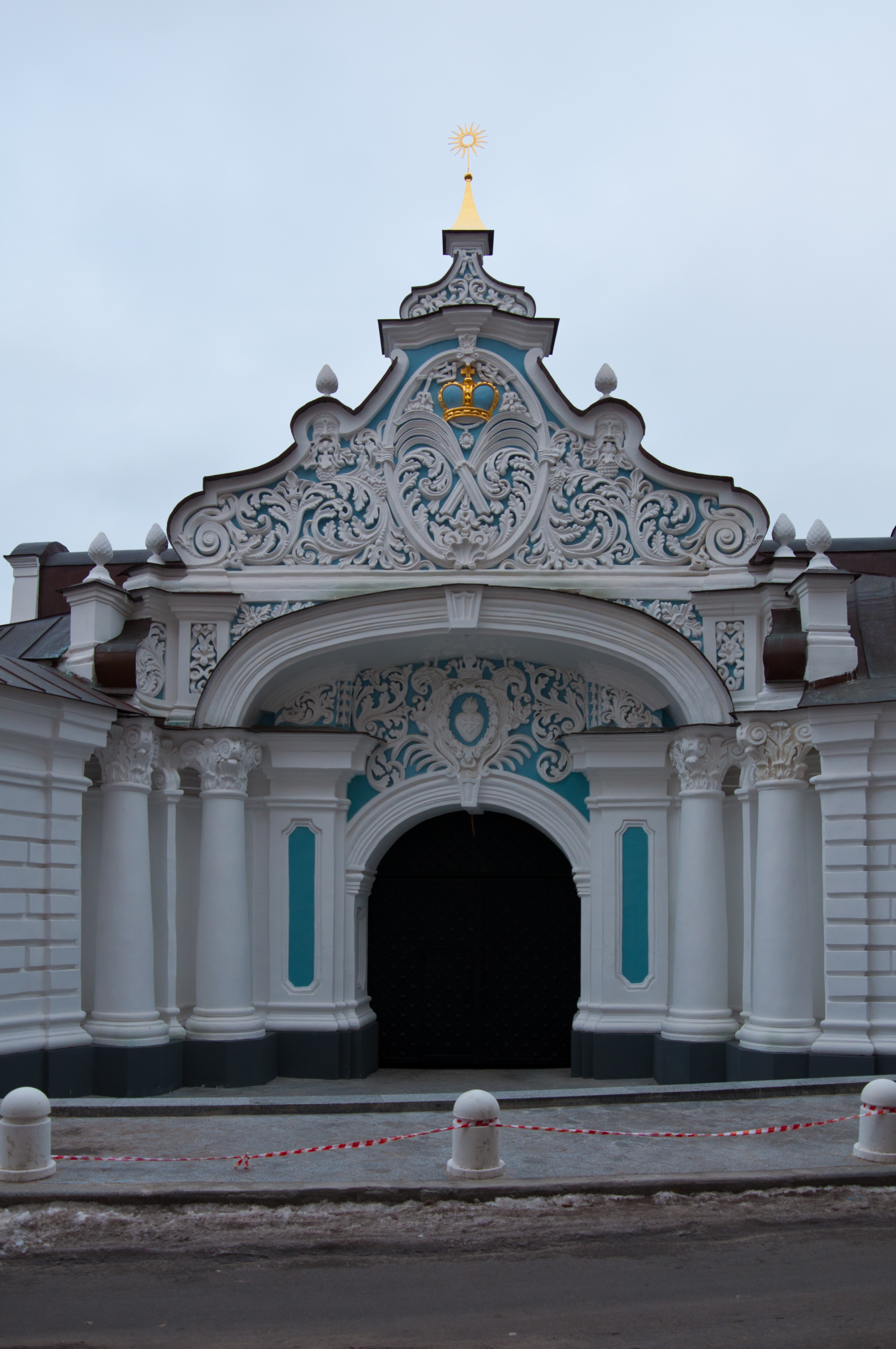
Brama wjazdowa na teren odnowionej rezydencji metropolitów kijowskich przy soborze Mądrości Bożej, wzniesiona z inicjatywy metropolity Rafała, zdobiona jego herbem i nazwana bramą Zaborowskiego

Rafał, imię świeckie Michał Zaborowski (ur. 1677 w Zborowie, zm. 11 października?/22 października 1747 w Kijowie) – biskup Rosyjskiego Kościoła Prawosławnego polskiego pochodzenia.

## Życiorys
Syn polskiego szlachcica ze Zborowa. Edukację na poziomie podstawowym odebrał w polskich szkołach, następnie uczył się w kolegium mohylańskim i w akademii duchownej przy Monasterze Zaikonospasskim w Moskwie. Tam też rozpoczął życie monastyczne. Przed 1723 był krótko wykładowcą retoryki w akademii, której był absolwentem, a następnie głównym kapelanem rosyjskiej floty, jako hieromnich. W 1723 otrzymał godność archimandryty i został przełożonym monasteru Trójcy Świętej w Kalazinie, w tym samym roku został asesorem przy Świątobliwym Synodzie Rządzącym. W 1725 przyjął chirotonię na biskupa pskowskiego i porchowskiego. W 1731 został przeniesiony na katedrę kijowską z tytułem arcybiskupa kijowskiego, halickiego i całej Małorosji. W eparchii kijowskiej w szczególny sposób dbał o rozwój szkolnictwa teologicznego, kierował zdolnych studentów na naukę za granicę na własny koszt. Zmienił program nauczania w Akademii Mohylańskiej i poprawił jej sytuację ekonomiczną. W 1745 wzniósł w Kijowie nową rezydencję metropolitalną, na terenie ławry Pieczerskiej, a przy soborze Mądrości Bożej – dzwonnicę. Wspierał również działalność prawosławnych struktur w granicach Rzeczypospolitej.
Przyjaźnił się z Teofanem (Prokopowiczem) i popierał jego politykę kościelną. Wdrażał w metropolii kijowskiej postanowienia Regulaminu Duchownego z 1721, przyczyniając się do likwidacji autonomii metropolii i jej pełnej integracji z Rosyjskim Kościołem Prawosławnym.
Zmarł w 1747 i został pochowany w soborze Mądrości Bożej w Kijowie. Według tradycji jego ciało nie uległo rozkładowi, a przy grobie dochodziło do uzdrowień.
W 2023 r. Kościół Prawosławny Ukrainy ogłosił go świętym.